# NGC 105
NGC 105 (również PGC 1583 lub UGC 241) – galaktyka spiralna (Sab), znajdująca się w gwiazdozbiorze Ryb. Odkrył ją Édouard Jean-Marie Stephan 15 października 1884 roku.
Do tej pory w galaktyce zaobserwowano dwie supernowe:
- SN 1997cw, odkryta 10 lipca 1997 roku, osiągnęła jasność obserwowaną 16,5m.
- SN 2007A, odkryta 2 stycznia 2007 roku, typ Ia, osiągnęła jasność obserwowaną 16m.